# Rue Saint-Rémésy
La rue Saint-Rémésy (en occitan : carrièra de Sant Remesi) est une voie de Toulouse, chef-lieu de la région Occitanie, dans le Midi de la France.
Déjà désignée sous ce nom dans les chroniques de la croisade des Albigeois au début du XIIIe siècle, c'est une des plus anciennes voies de la ville. Elle suit un parcours relativement rectiligne, parallèle aux rues Pharaon et des Filatiers, à l'est, et à la rue de la Dalbade, à l'ouest. Elle conserve plusieurs immeubles anciens et des hôtels particuliers élevés pour des membres de l'aristocratie toulousaine, dont certains sont inscrits aux monuments historiques, tels l'hôtel Hébrard et l'hôtel Réquy. Au cours du XXe siècle et du XXIe siècle, la rue a cependant connu de profonds bouleversements de son paysage, particulièrement du côté ouest.

## Situation et accès

### Description
La rue Saint-Rémésy est une voie publique. Elle se trouve au cœur du quartier des Carmes.
Cette rue, dont la largeur varie entre 4 et 8 mètres, naît perpendiculairement à la rue Pierre-Brunière. Longue de 255 mètres et suivant un parcours presque rectiligne, elle est orientée au nord. Elle reçoit après 167 mètres à sa gauche la rue Saint-Jean et donne naissance à sa droite à la rue des Prêtres, puis se poursuit sur 88 mètres jusqu'au carrefour qu'elle forme, au chevet de l'église de la Dalbade, avec la rue Henri-de-Gorsse, à sa gauche, et la rue des Polinaires, à sa droite. Elle est prolongée au nord par une partie de la rue Henri-de-Gorsse, puis par les rues des Paradoux, de la Bourse, Sainte-Ursule et Léon-Gambetta jusqu'à la place du Capitole.
La chaussée compte une seule voie de circulation automobile en sens unique, de la rue Pierre-Brunière vers la rue Henri-de-Gorsse. Elle appartient à une zone de rencontre et la vitesse y est limitée à 20 km/h. Il n'existe ni bande, ni piste cyclable, quoiqu'elle soit à double-sens cyclable.

### Voies rencontrées
La rue Saint-Rémésy rencontre les voies suivantes, dans l'ordre des numéros croissants (« g » indique que la rue se situe à gauche, « d » à droite) :
1. Rue Pierre-Brunière (d)
2. Rue Saint-Jean (g)
3. Rue des Prêtres (d)
4. Rue Henri-de-Gorsse (g)
5. Rue des Polinaires (d)

## Odonymie

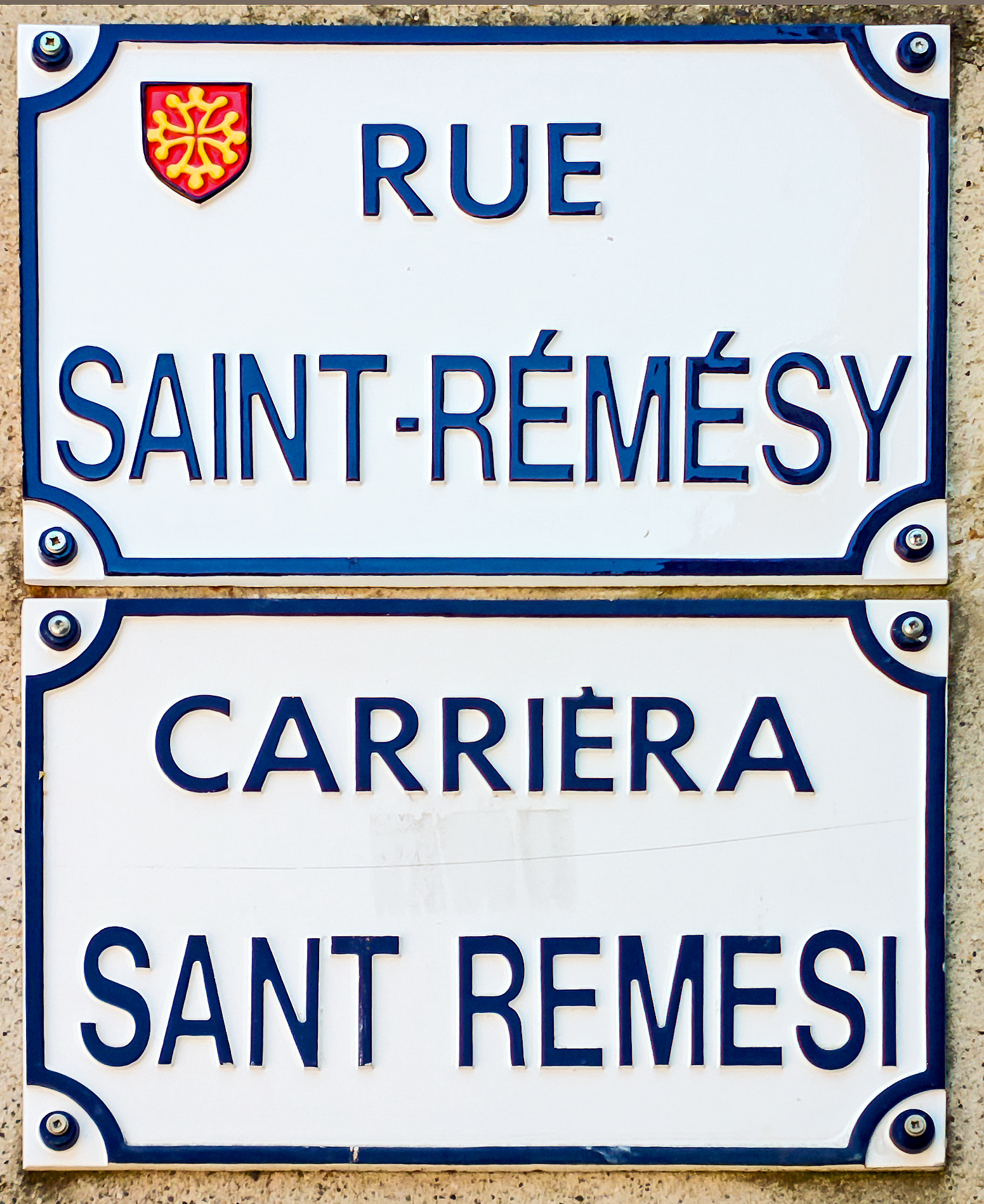
Plaques de rue en français et en occitan.

L'origine du nom de la rue Saint-Rémésy vient d'une chapelle, placée sous le vocable de saint Remi (en occitan : Remesi), qui se trouvait dans cette rue. Ce sanctuaire aurait été bâti par l'évêque de Toulouse Germier au VIIe siècle. Dès le Moyen Âge, la rue porta ce nom, d'ailleurs connu au XIIIe siècle par la Canso de Eretges et la Chanson de la croisade albigeoise. Elle ne porta pas d'autre nom si ce n'est celui de Saint-Rémi,. 
En 1794 seulement, pendant la Révolution française, la rue fut quelque temps désignée comme la rue Raisonnable, entre la rue Pierre-Brunière et la rue des Prêtres, et la rue l'Estime entre la rue des Prêtres et la rue Henri-de-Gorsse,.

## Histoire

### Antiquité
Le tracé de la rue Saint-Rémésy correspond approximativement, dans sa première partie à un cardo secondaire de la ville gallo-romaine de Tolosa. En 1858, des travaux ont permis de mettre au jour un égout enterré sous le sol de la rue antique. Il est constitué d'une galerie voûtée en plein cintre, bâtie en brique et en moellons de pierre, et haute de 1,70 mètre.

### Moyen Âge
Au Moyen Âge, la rue Saint-Rémésy appartient au capitoulat de la Dalbade. Son nom lui vient de l'église Saint-Rémi, construite à l'emplacement d'un premier sanctuaire élevé au VIe siècle par l'évêque Germier, à l'angle des rues Saint-Rémésy et Saint-Jean,. La population de la rue est alors composée principalement de « mazeliers », c'est-à-dire de bouchers et de charcutiers, qui y ont leurs étals de viande (« mazels ») à proximité de l'abattoir ou « affachoir » des cochons (emplacement de l'actuel no 40). On y trouve également de nombreuses prostituées.

#### Les Hospitaliers
Au début du XIIe siècle, les Hospitaliers de l'ordre de Saint-Jean de Jérusalem s'installent à Toulouse : ils obtiennent en 1116 que l'église Saint-Rémi leur soit concédée, peut-être avec le soutien de l'évêque de la ville, Amelius Raymond du Puy, dont le frère, Raymond du Puy, est un futur supérieur de l'Ordre. Ils occupent progressivement l'ensemble des maisons de la rue Saint-Rémésy entre la rue Saint-Jean et la petite rue de la Dalbade (actuelle rue Henri-de-Gorsse), réunissant tout le moulon entre ces rues et celle de la Dalbade, siège de leur commanderie. En 1160, ils obtiennent de l'évêque Raimond de Lautrec le droit d'avoir un cimetière pour les membres de leur Ordre, connu comme le cimetière des Hospitaliers de Saint-Rémésy, et qui est aménagé à l'angle de la rue Saint-Rémésy et Saint-Jean : normalement réservé aux Hospitaliers, il accueille très tôt des laïcs donateurs de l’Ordre. À cette époque, l'église Sain-Rémi, progressivement désignée comme église Saint-Jean, aurait été déplacée plus à l'ouest, à l'angle des rues Saint-Jean et de la Dalbade. La grande richesse de la maison hospitalière toulousaine lui permet de recevoir en 1315 le rang de grand prieuré : elle est placée à la tête de la langue de Provence.
Le quartier subit cependant des vicissitudes au début du XIIIe siècle, pendant la croisade des Albigeois. En 1216, durant l'occupation de la ville par les troupes de Simon de Montfort, un incendie est allumé par les soldats croisés près du quartier juif, dans la rue Joutx-Aigues, qui provoque des destructions jusque dans les rues de la Dalbade et du Temple.

### Époque moderne
Le 7 mai 1463, un grave incendie se déclare dans une boulangerie, à l'angle des rues des Chapeliers (actuelle rue du Languedoc) et Maletache, qui provoque des destructions importantes dans toute la ville, et particulièrement dans le quartier de la Dalbade. En 1494, un petit oratoire, contenant une statue de saint Rémi, est construit par les Hospitaliers à l'angle des rues Saint-Rémésy et Saint-Jean, au chevet de la nouvelle église conventuelle Saint-Jean.
L'ampleur des destructions permet cependant aux élites locales de réunir de vastes emprises foncières pour faire bâtir leurs hôtels particuliers et c'est l'ensemble des maisons de la rue qui sont rebâties au cours du XVIe siècle. Les hommes de loi, les parlementaires et les capitouls occupent alors presque toutes les maisons de la rue. En 1550, le capitoul Jacques de Borassol se fait construire une belle demeure (actuels no 1 et 3), dont subsiste une niche gothique (actuel no 1) et les fenêtres à croisillons Renaissance (actuel no 3). Vers la même année, l'avocat Pierre Bartholomé élève sa maison dans la rue (actuel no 23). Au début du XVIe siècle, Jacques de Rivière, seigneur de Tournefeuille et conseiller au parlement, fait bâtir un hôtel particulier à l'angle de la rue Pierre-Brunière et de la rue du Temple (actuelle rue de la Dalbade) qui occupe également une partie de la rue Saint-Rémésy (actuels no 5 et 7). Profitant de l'emplacement de l'hôtel de Rivière, les héritiers de Jacques de Rivière louent les bâtiments où s'installe une auberge à l'enseigne de Notre-Dame. À l'angle de la rue Saint-Jean, deux maisons sont laissées aux prêtres de la douzaine de la Dalbade.
Dans la deuxième moitié du XVIIe siècle, de vastes travaux sont entrepris par les Hospitaliers de Toulouse. La chapelle est restaurée en 1641, puis le cimetière de la rue Saint-Rémésy est abandonné en 1655. Les travaux les plus considérables commencent en 1665, lorsque l'hôtel Saint-Jean est complètement reconstruit à la demande du Grand prieur, Antoine de Roubin Graveson, sur les plans de l'architecte Jean-Pierre Rivalz, quoique le petit oratoire de la fin du XVe siècle, dédié à saint Rémi, subsiste.

### Période contemporaine
Au début du XIXe siècle, le conseil municipal souhaite favoriser la circulation dans les rues les plus étroites de la ville et élargir la rue à 8 mètres. Plusieurs immeubles reçoivent de nouvelles façades, respectant le nouvel alignement (actuels no 13 ; 12, 30 à 36, 42, 44 et 54). En 1858, lors de travaux de voirie, l'ingénieur Guibal découvre la présence d'un aqueduc souterrain de la période romaine, en brique et haut de 1,70 mètre, à 4 mètres sous le sol actuel.
De nouvelles transformations interviennent dans les années 1930, avec la destruction de plusieurs maisons du côté ouest de la rue Saint-Rémésy. La municipalité socialiste d'Antoine Ellen-Prévot décide d'agrandir l'école élémentaire Fabre, trop à l'étroit. L'architecte en chef de la ville, Jean Montariol, est chargé du projet d'extension de l'école. Afin de réaliser les travaux, la maison de Borassol et les dépendances de l'hôtel de Rivière sont acquis par la ville en 1938, mais la démolition de ces bâtiments est finalement repoussée, grâce à une campagne de presse des Toulousains de Toulouse. Au lendemain de la Libération, le projet est repris par la municipalité socialiste de Raymond Badiou en 1945, qui ordonne la démolition en 1946,. Dans la continuité de ces travaux, la municipalité ordonne également la construction de nouveaux bâtiments pour l'école maternelle : le projet est confié à l'architecte Pierre Debeaux, qui, après destructions de plusieurs maisons (anciens no 17 à 23), réalise en 1951 un bâtiment en béton à l'angle des rues Saint-Jean et Saint-Rémésy.
Au début du XXIe siècle, c'est au tour du nord de la rue de subir d'importants bouleversements. Après que l'École supérieure de commerce a quitté les bâtiments de l'ancienne commanderie hospitalière, l'hôtel Saint-Jean, en 1986, il s'agit de leur trouver une nouvelle affectation. Après rénovation, entre 2003 et 2005, ils accueillent finalement les bureaux de la DRAC Midi-Pyrénées. Les travaux de réhabilitation, s'ils prévoient de restaurer les parties anciennes de l'hôtel, et particulièrement la façade de la rue de la Dalbade, s'accompagnent de la destruction de toutes les maisons de la rue Saint-Rémésy, depuis la rue Saint-Jean jusqu'à la rue Henri-de-Gorsse (anciens no 25 à 33). Un bâtiment moderne est construit à leur emplacement par le bureau des architectes toulousains Jacques Munvez, Pierre-Luc Morel et Alain Castel.

## Patrimoine et lieux d'intérêt

### Hôtels particuliers
- no  9 : hôtel Lamotte (ou Réquy).  Inscrit MH (1933, fenêtres et portail)[26] ; annexe de l'école élémentaire Fabre. 
L'hôtel est édifié entre 1625 et 1626, probablement par le maître-maçon Claude Pacot, pour le compte d'Augier de Lamotte, avocat au parlement, à l'emplacement de deux maisons héritées de son père[27]. Il passe au milieu du siècle à Pierre de Réqui. L'édifice se développe sur trois étages carrés, rythmé par six travées. La façade sur la rue est caractéristique de l'architecture classique toulousaine. Le portail est en pierre et brique alternées et encadré de deux consoles en pierre sur lesquelles sont sculptés deux atlantes. Au 3e étage, les fenêtres ont des meneaux en pierre ornés de grappes de fruits. Des remaniements au XIXe siècle ont modifié les élévations[28].

- no  11 : hôtel Hébrard (ou de Claude de Saint-Félix).  Inscrit MH (1925, fenêtres)[29]. 
L'hôtel est édifié pour le conseiller au parlement Sanche Hébrard entre 1519 et 1541 : de cette période datent de belles fenêtres de style Renaissance et une porte surmontée par deux anges soutenant un écusson, dans l'aile ouest sur cour. En 1564, l'hôtel appartient à Claude de Saint-Félix. L'édifice est en grande partie reconstruit au XVIIe siècle, comme en témoignent la porte d'entrée et la corniche d'architecture classique. Des remaniements ont modifié l'aspect des élévations entre le XVIIIe siècle et le XXe siècle[30].

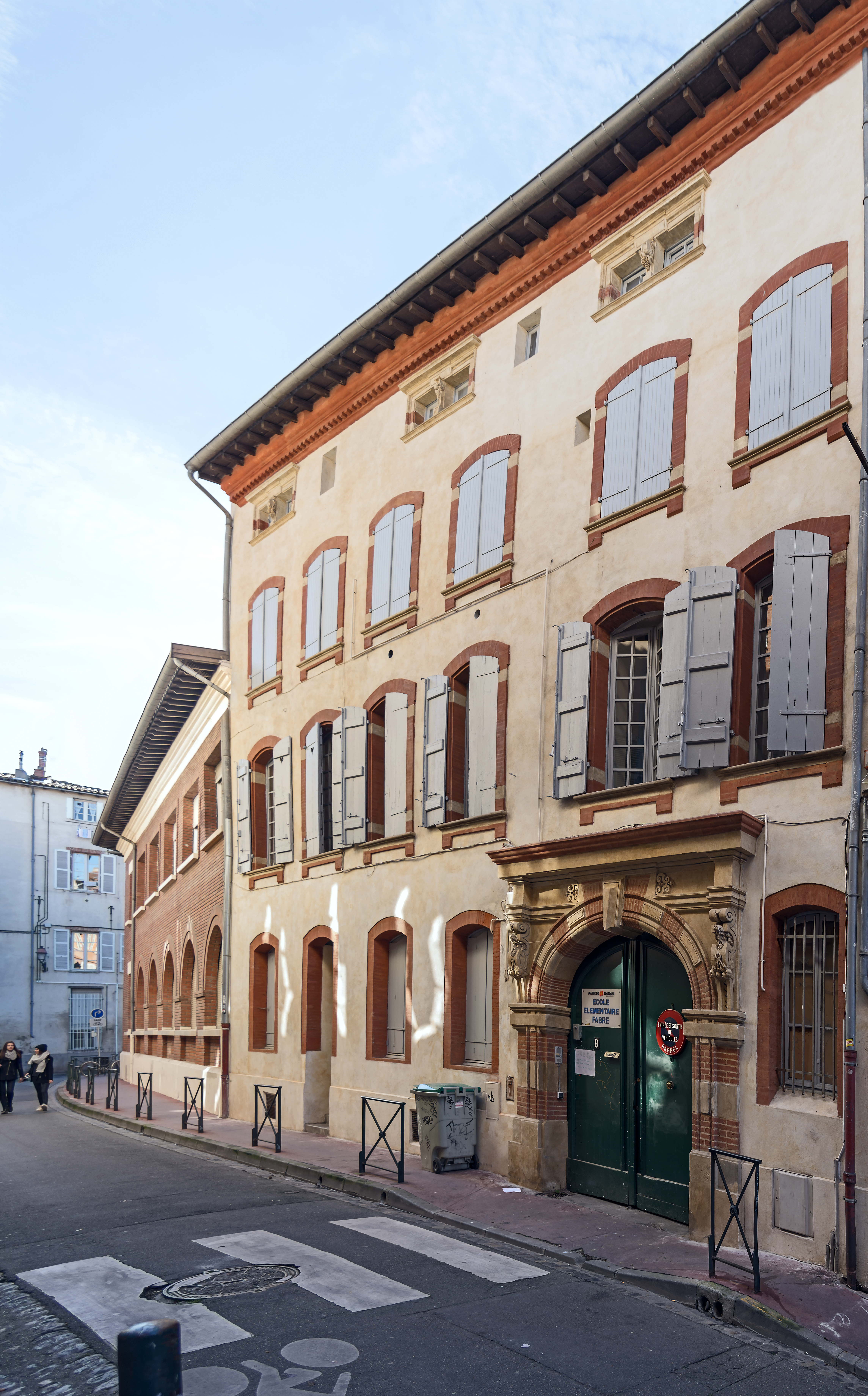
no 9 : façade de l'hôtel Réquy.
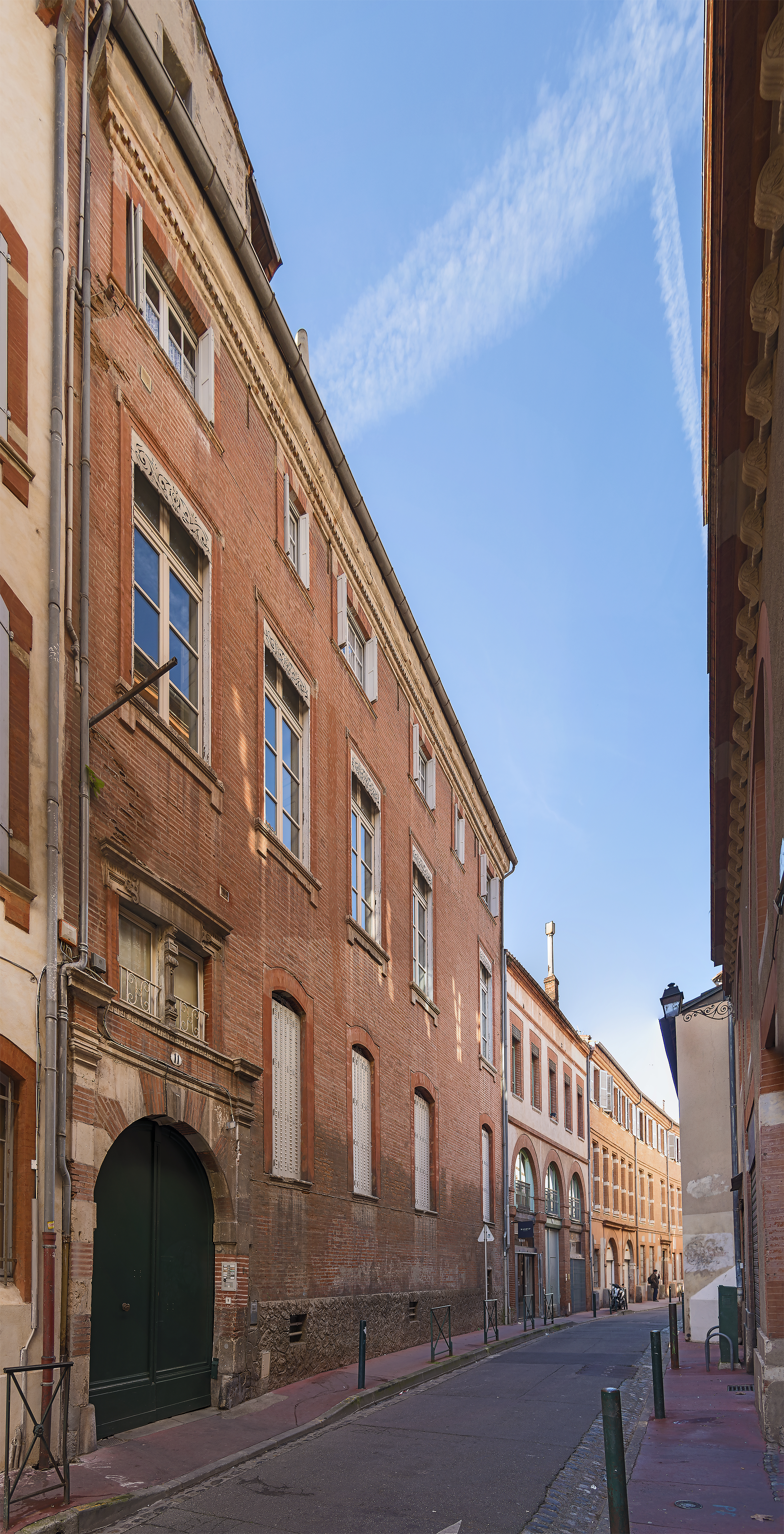
no 11 : façade de l'hôtel Hébrard (ou de Claude de Saint-Félix).
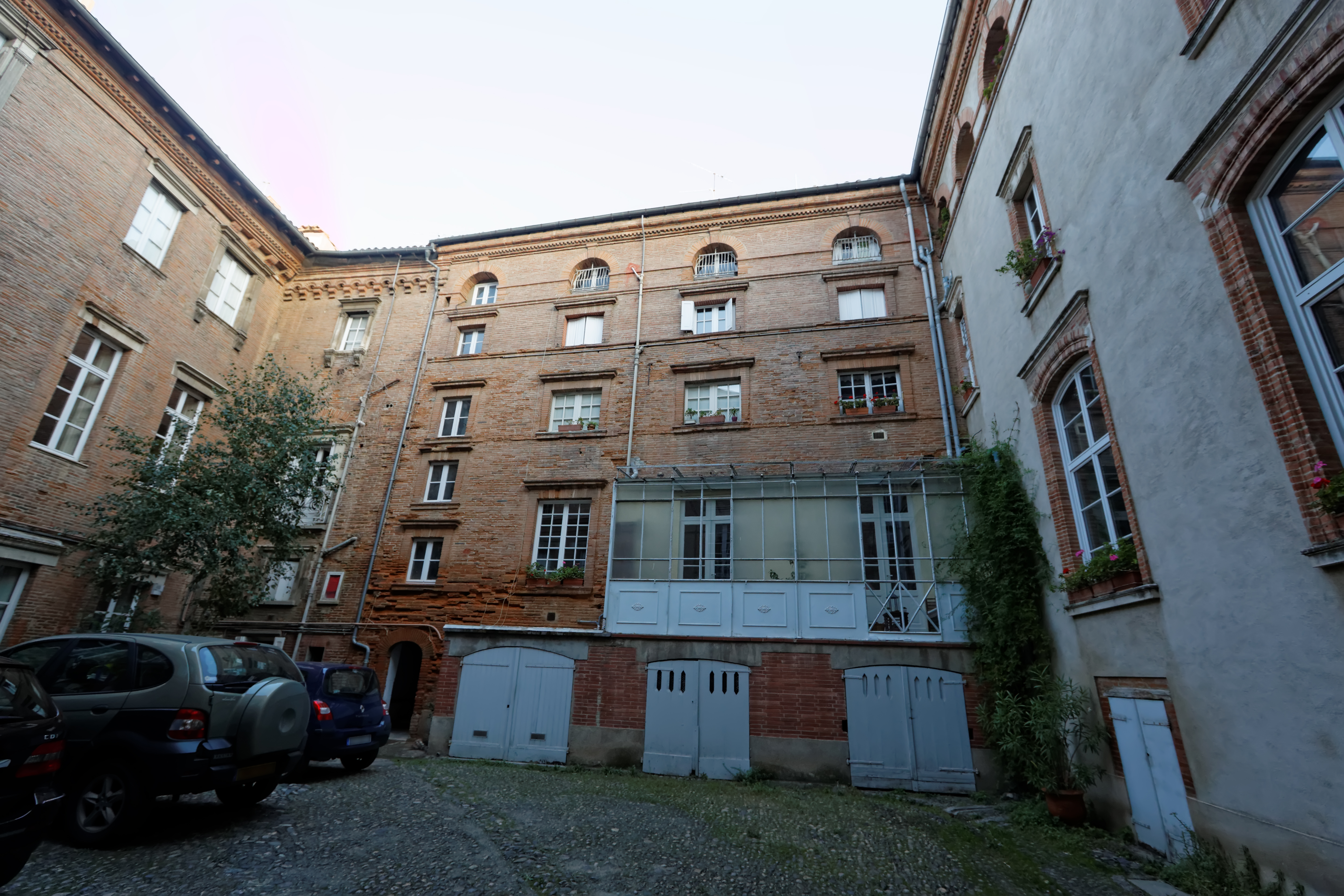
no 11 : cour intérieure de l'hôtel Hébrard.

- no  18 : hôtel d'Aigna (ou Eygna).  Inscrit MH (1971, façades et toitures sur rue et sur cour)[31]. 
 L'immeuble, de style classique, construit vers 1700, est un exemple de l'architecture aristocratique toulousaine. La façade sur rue est haute de deux étages plus un étage de comble, séparés par des cordons de brique. Au centre, la porte cochère en plein cintre est surmontée d'une corniche. Dans la cour, l'élévation nord est ouverte par des arcades en plein-cintre et séparées par des pilastres cannelés. Les étages sont desservis par un escalier de bois à balustres[32].

- no  28 : hôtel Roguier. 
Un hôtel particulier est construit dans la première décennie du XVIe siècle pour Jean Roguier, avocat au parlement et capitoul en 1501, 1512 et 1519[33]. Il s'organise autour d'une cour centrale, encadrée de bâtiments qui ouvrent sur la rue Saint-Rémésy, la rue des Prêtres (actuel no 3) – et peut-être sur la rue Pharaon (actuel no 47). De ce premier bâtiment est conservée, dans la cour, la tour capitulaire de style gothique qui dessert le corps de bâtiment à l'est. L'escalier a été transformé au XIXe siècle, mais il a conservé sa voûte d'ogives, dont les culots en pierre sont sculptés de choux frisés et d'animaux (chien, cochon, brebis, dragon, ange), et il est percé de fenêtres à meneaux. 
Le corps de bâtiment sur la rue Saint-Rémésy, de style classique, a été élevé au XVIIe siècle. Le portail, en brique et pierre alternée, possèdent des portes ornées de heurtoirs sculptés. Il donne accès à un passage couvert voûté d'arêtes, dont les retombées reposent sur des culots sculptés[34].

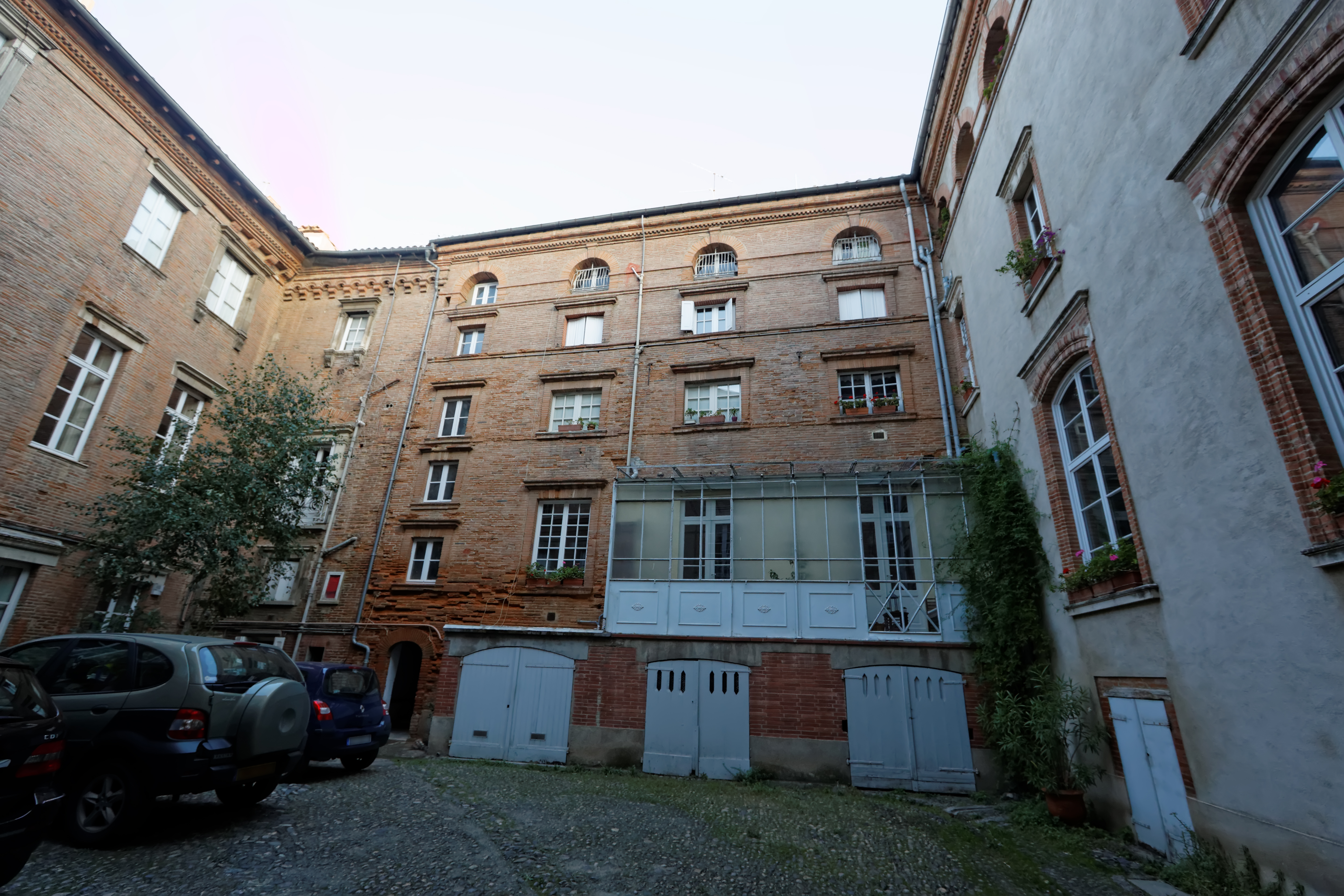
no 11 : cour intérieure de l'hôtel Hébrard.
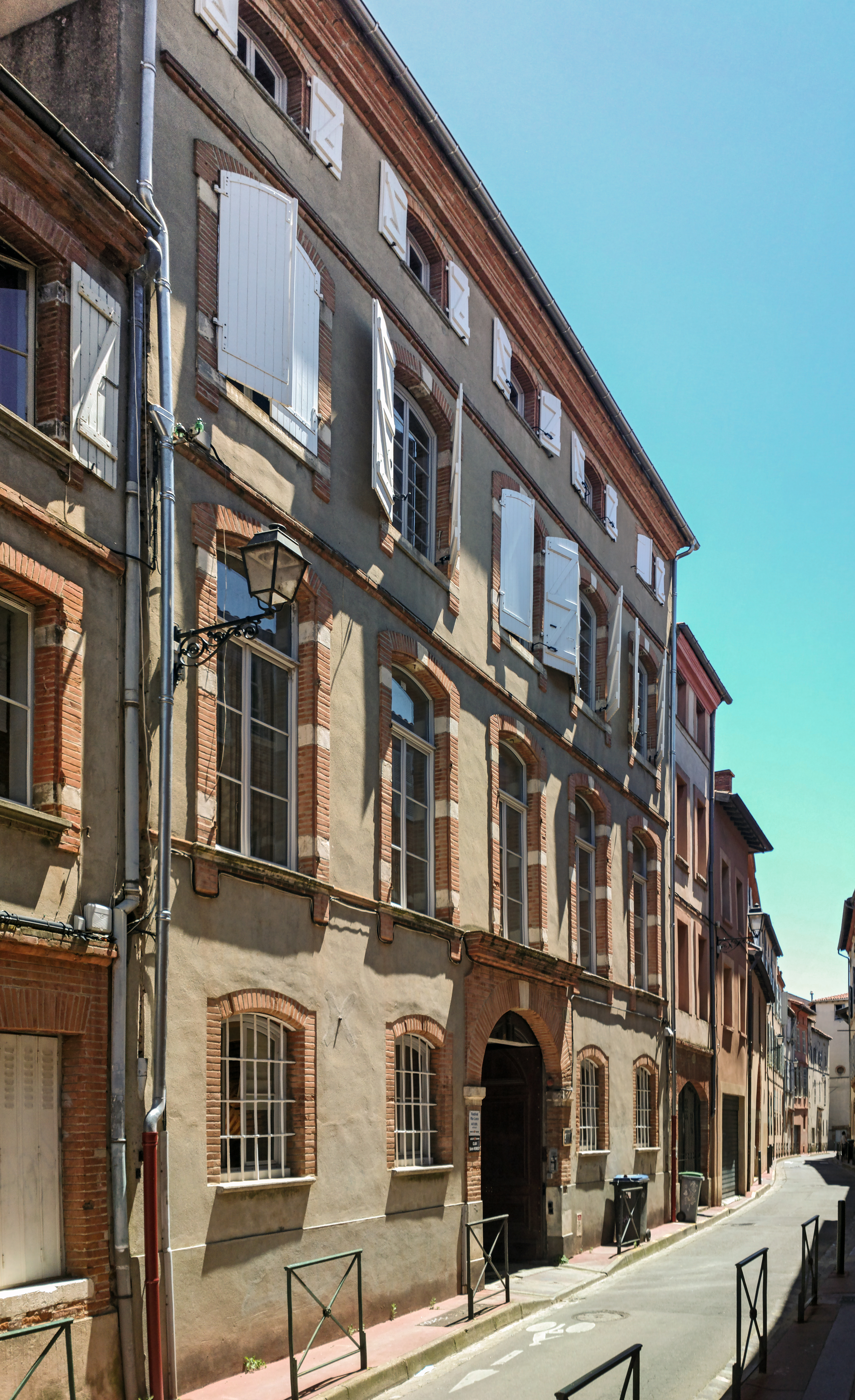
no 18 : façade de l'hôtel d'Aigna.
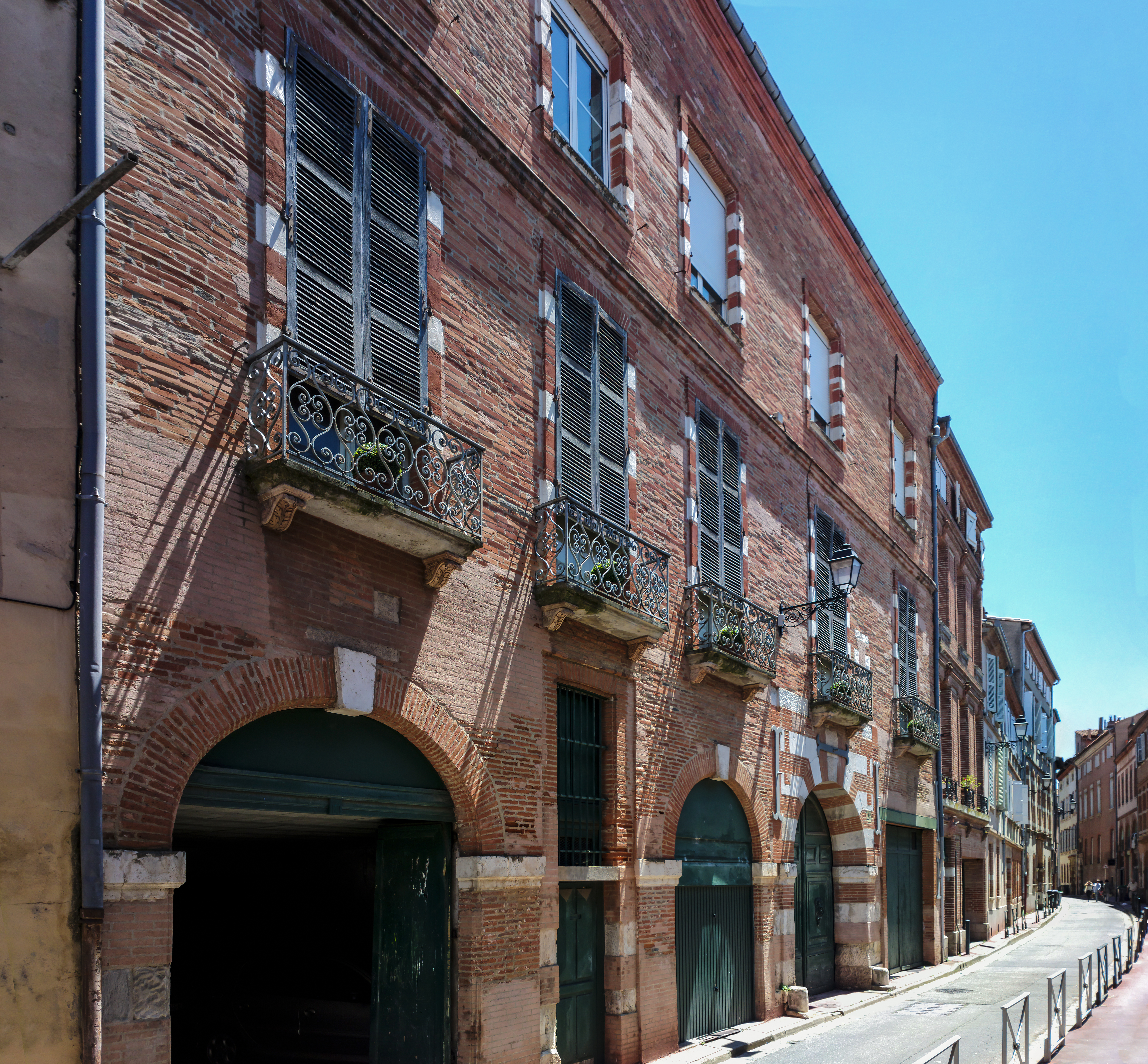
no 28 : hôtel de Jean Roguier.

### Immeubles et maisons
- no  2 : maison du capitoul Borassol. 
Cette maison, construite au milieu du XVIe siècle, appartenait au capitoul Borassol, qui possédait également un hôtel particulier de l'autre côté de la rue (anciens no 1 et 3). Elle conserve à l'angle de la rue Pierre-Brunière une niche de style gothique, vide.

- no  26 : immeuble. 
L'immeuble est construit dans la deuxième moitié du XVIIIe siècle. La façade sur rue est de style néo-classique style Louis XVI. Les étages sont décroissants et séparés par des corniches moulurées. Les fenêtres sont rectangulaires et séparées par des motifs de tables. Au rez-de-chaussée et aux deux premiers étages, elles sont, comme la porte, surmontées de mascarons. Celles de l'étage noble possèdent de plus des garde-corps en fer forgé[35].

- no  40 : maison de l'avocat Dominique Baurens. 
La maison de l'avocat Dominique Baurens est construite en 1571 à l'emplacement d'un ancien abattoir (ou « affachoir ») de cochons, connu à la fin du XVe siècle. Elle conserve un escalier en boiseries Renaissance. La façade fut cependant complètement refaite dans la première moitié du XVIIIe siècle.

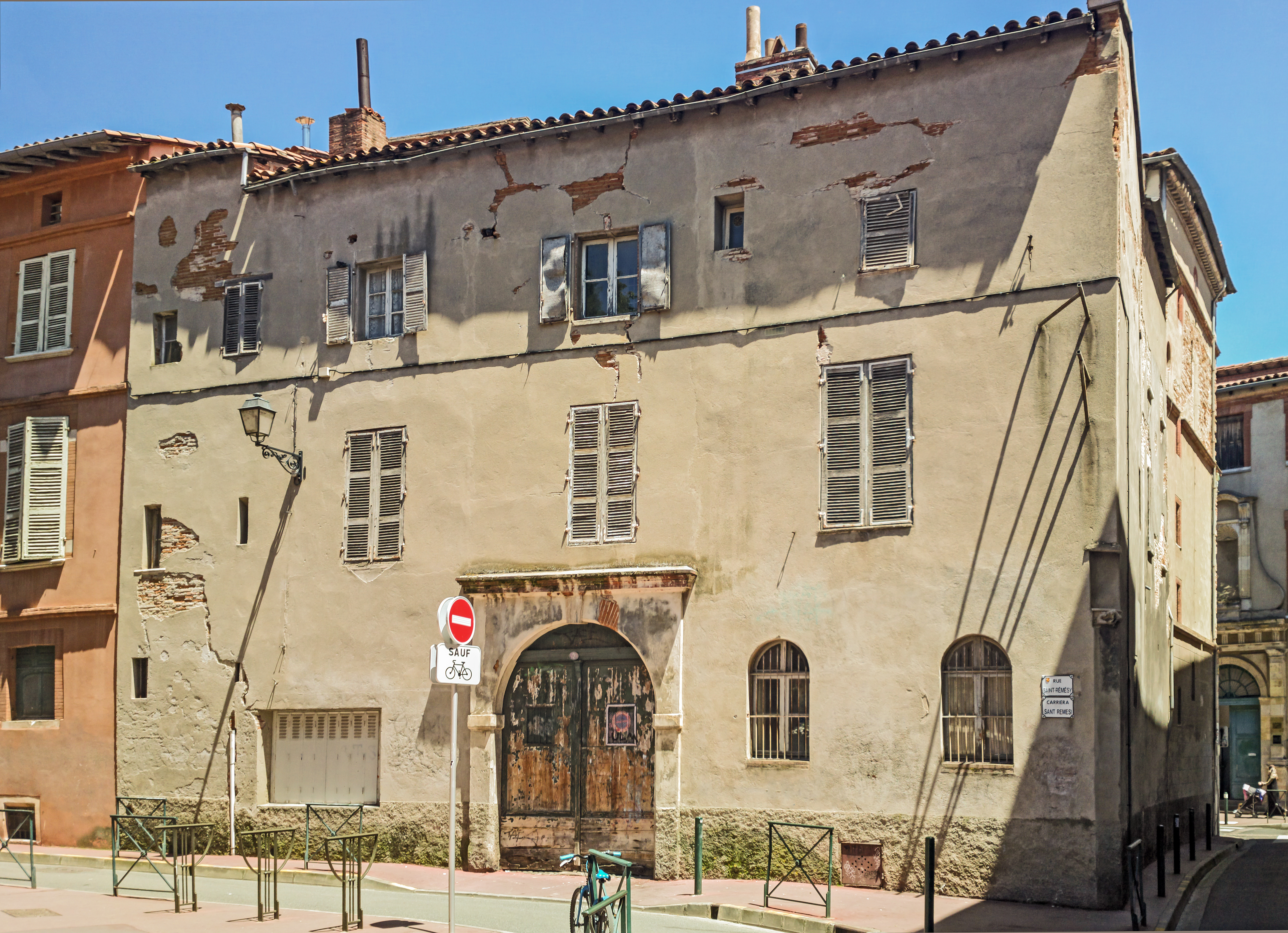
no 2 : maison du capitoul Borassol.
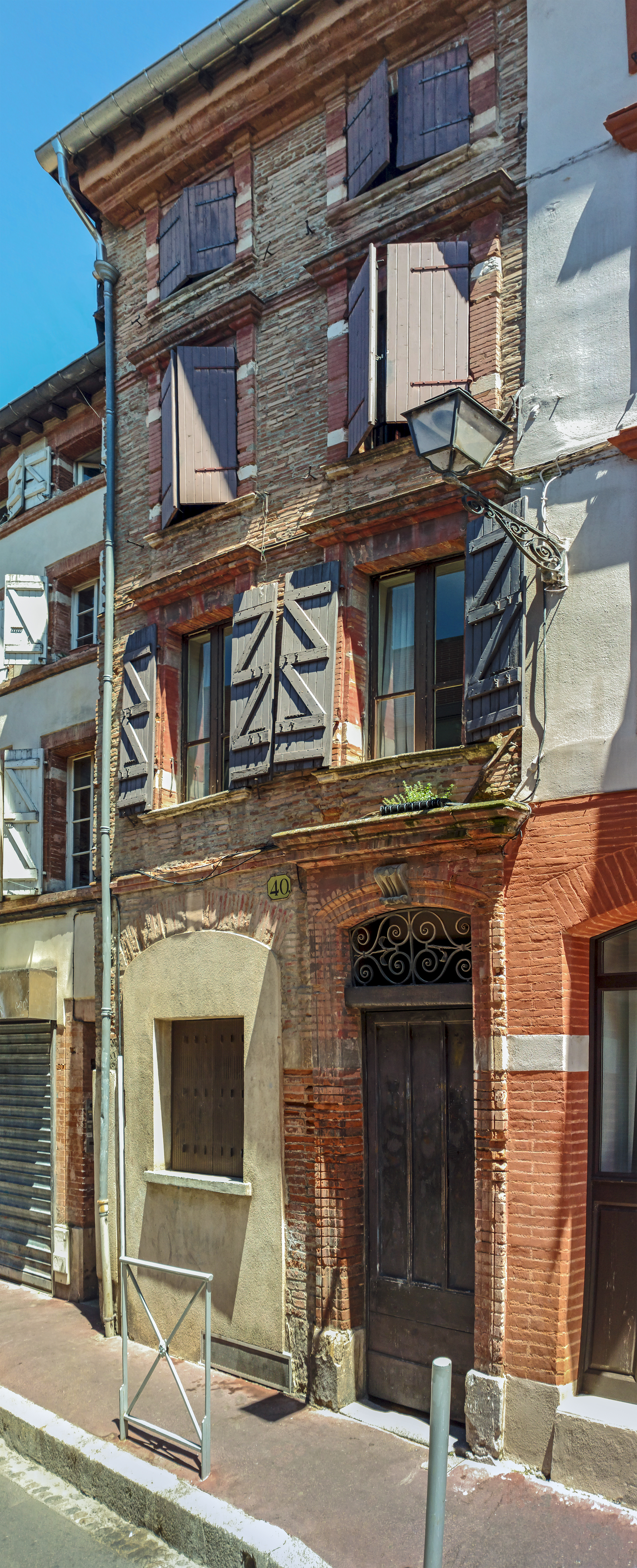
no 40 : maison de l'avocat Dominique Baurens.

### Écoles et bibliothèque Fabre
- no  1 : école élémentaire Fabre. 
L'école élémentaire Fabre est construite en 1946 sur les plans de l'architecte Jean Montariol. L'école Fabre remplace plusieurs bâtiments construits au milieu du XVIe siècle dans le style Renaissance et détruits dans le même temps, l'hôtel du capitoul Borassol (anciens no 1 et 3) et les dépendances de l'hôtel Rivière (anciens no 5 et 7). 
Les corps de bâtiments disposés le long des rues de la Dalbade à l'ouest, Pierre-Brunière au sud et Saint-Rémésy à l'est, forment un U au centre duquel se trouve la cour. Les angles coupés permettent de ménager des entrées monumentales : la porte à l'angle de la rue Pierre-Brunière servait d'entrée à l'école des garçons. Elle est surmontée d'un bas-relief représentant une mère et ses deux enfants. Les corps de bâtiment sont éclairés au rez-de-chaussée par de grandes fenêtres en plein cintre, surmontées à l'étage de baies vitrées rectangulaires. L'élévation est surmontée d'une large corniche[36],[21].

- no  17-23 : école maternelle et bibliothèque Fabre. 
L'école maternelle Fabre est construite en 1951 par l'architecte Pierre Debeaux. D'un style moderne, elle est construite en béton. Au rez-de-chaussée, elle accueille la bibliothèque de quartier du même nom. Elle est agrandie par l'architecte Pierre-Jean Riera en 2003[24].

## Personnalités
- Pierre de Fermat (vers 1605-1665) : commissaire aux requêtes au parlement de Toulouse et mathématicien amateur, il s'installe à partir de 1631 dans une maison de la rue Saint-Rémésy. C'est à la suite d'une erreur de l'historien toulousain Alexandre Du Mège, qui a fait croire qu'il avait vécu rue des Nobles – rue qui a pris son nom en 1806[37].

- Eugène Trutat (1840-1910) : géologue et naturaliste, directeur du muséum d'histoire naturelle de Toulouse, mais aussi pyrénéiste et photographe, il vécut à l'hôtel Roguier (actuel no 28) entre 1872 et 1887.

#### Ouvrages généraux
- Jules Chalande, « Histoire des rues de Toulouse », Mémoires de l'Académie des Sciences et Belles-Lettres de Toulouse, 11e série, tome II, Toulouse, 1914, p. 201-206, et tome III, Toulouse, 1915, p. 100-101.
- Pierre Salies, Dictionnaire des rues de Toulouse, 2 vol., éd. Milan, Toulouse, 1989  (ISBN 978-2-8672-6354-5).

#### Ouvrages spécialisés
- Maurice Bastide, « Un exemple de reconstruction urbaine : Toulouse après l'incendie de 1463 », Annales du Midi, t. 80, no 86, 1968, p. 7-26.
- Michèle Éclache, Demeures toulousaines du XVIIe siècle : sources d'archives (1600-1630 environ), CNRS - Université de Toulouse-Le-Mirail, collection "Méridiennes", 2006  (ISBN 978-2-9120-2529-6).
- Nelly Pousthomis-Dalle, « Toulouse (Haute-Garonne) : un programme de recherches sur l'ancien grand Prieuré des Hospitaliers de St Jean de Jérusalem », Archéologie du Midi médiéval, vol. 19, no 1, 2001, p. 181-187.
- Marie-Laure de Capella, Les maîtres bâtisseurs toulousains, tome 3, Jean Montariol, éd., 2008  (ISBN 978-2-9110-7539-1).